# آلپر اولوداغ
آلپر اولوداغ (انگلیسی: Alper Uludağ؛ زادهٔ ۱۱ دسامبر ۱۹۹۰) بازیکن فوتبال اهل ترکیه است.
از باشگاه‌هایی که در آن بازی کرده‌است می‌توان به باشگاه فوتبال ترابزون‌اسپور، باشگاه فوتبال آلمانیا آخن، باشگاه فوتبال بلدیه‌اسپور آق‌حصار، باشگاه فوتبال اینگولشتات ۰۴، و باشگاه فوتبال قیصریه‌اسپور اشاره کرد.
وی همچنین در تیم‌های ملی فوتبال زیر ۲۱ سال ترکیه و Turkey national football B team بازی کرده‌است.